# Owingsville
Owingsville är en stad (city) och administrativ huvudort (county seat) i Bath County i delstaten Kentucky, USA. 2010 hade staden 1 530 invånare.